# Егматинг
Егматинг (њем. Egmating) општина је у њемачкој савезној држави Баварска. Једно је од 21 општинског средишта округа Еберсберг. Према процјени из 2010. у општини је живјело 2.117 становника. Посједује регионалну шифру (AGS) 9175116.

## Географски и демографски подаци
Егматинг се налази у савезној држави Баварска у округу Еберсберг. Општина се налази на надморској висини од 620 метара. Површина општине износи 19,2 km². У самом мјесту је, према процјени из 2010. године, живјело 2.117 становника. Просјечна густина становништва износи 110 становника/km².